# Arctosa lagodechiensis
Arctosa lagodechiensis este o specie de păianjeni din genul Arctosa, familia Lycosidae, descrisă de Mcheidze, 1997. Conform Catalogue of Life specia Arctosa lagodechiensis nu are subspecii cunoscute.